# Spathiphyllum humboldtii
Spathiphyllum humboldtii är en kallaväxtart som beskrevs av Heinrich Wilhelm Schott. Spathiphyllum humboldtii ingår i släktet Spathiphyllum och familjen kallaväxter. Inga underarter finns listade.